# Dactylosaster
Dactylosaster is een geslacht van zeesterren uit de familie Ophidiasteridae.				

## Soort
- Dactylosaster cylindricus (Lamarck, 1816)